# 弗雷德里克·林德贝里
弗雷德里克·林德贝里（瑞典語：Fredrik Lindberg，1986年2月2日—），瑞典男子冰壶运动员。他曾代表瑞典参加2010年和2014年冬季奥林匹克运动会冰壶比赛，其中2014年奥运会获得一枚铜牌。